# Жилин, Евгений Ильич
Евге́ний Ильи́ч Жи́лин (20 марта 1939 года, Гомель — 12 февраля 2019, Минск) — белорусский художник.

## Биография
Родился 20 марта 1939 года в Гомеле (Белорусская ССР). Отец — Илья Жилин. Мать — Алевтина Жилина.
В 1961—1966 г. учился в Минском художественном училище.
В 1966—1971 г. учился в Белорусском государственном театрально-художественном институте. Учителями Жилина были народный художник Михаил Савицкий, Анатолий Барановский, народный художник Виталий Цвирко.
В начале 1972 года художник впервые принял участие в Республиканской выставке в Минске, однако настоящий успех и известность пришли только после его третьей выставки, также состоявшейся в Минске в 1977 г. На этой выставке впервые были показаны его акварельные работы «Рассвет», «Утро в деревне», «Портрет неизвестной», в то же время художник начал свой цикл пейзажей «Белорусское Полесье».
В это же время продолжалась его активная работа по иллюстрации книг. Особый интерес представляют его иллюстрации к детским книгам.
С 1974 г. член белорусского Союза художников.
В 1996—1999 г. довольно продолжительное время работал и проводил выставки в Германии на персональных выставках, посвящённых в том числе чернобыльской трагедии.
В Минске персональные выставки проходились в крупнейших белорусских музеях и выставочных залах в 1983, 1989, 1994, 1999 и 2004 годах.

## Достижения
Евгений Жилин являлся постоянным участником белорусских и международных художественных выставок.
Художник проиллюстрировал более 65 книг.
С 1978 г. работы Жилина представлены в Национальном художественном музее Республики Беларусь. Работы художника также находятся в дирекции художественных выставок Беларуси , в галерее Союза художников Беларуси, других городов Республики Беларусь и России, а также в частных коллекциях в Польше, Италии, Франции, Германии, Бельгии и США.
Творчество художника было отмечено заслуженными деятелями искусства Беларуси.

## Выставки
- 1972, Минск — III Республиканская выставка молодых художников.
- 1976, Минск — выставка «Физкультура и спорт в изобразительном искусстве».
- 1977, Минск — выставка «Слава труду».
- 1980, Минск — выставка «Художники-акварелисты в Пинске».
- 1983, Минск — выставка «Минщина орденоносная».
- 1983, Краснодарский край, Россия — выставка «Художники в станице Привольная».
- 1987, Минск — выставка «Страна Советов».
- 1987, Минск — Бобруйск — групповая выставка 5-ти художников-графиков.
- 1987, Вологда, Россия — выставка художников-акварелистов в Вологде.
- 1989, Тикси, Якутия, Россия — выставка «Художники в Арктике».
- 1989, Минск — юбилейная выставка «50 лет СХ БССР».
- 1990, Минск — выставка картин творческого объединения «Верасень».
- 1992, Афины, Греция — Персональня выставка акварели в галерее «IOHN».
- 1992, Аргау, контон Арал, Швейцария — Выставка графики и акварели в дни Белорусской культуры в Швейцарии.
- 1992, Ярослав, Польша — Выставка международной группы художников «Яро».
- 1992, Мартин Сикур, Терамо, Италия — Персональная выставка в галерее «Фалько Фрте» в Италии.
- 1994, Варена, Словакия — Выставка польских и белорусских художников в Варене, близ г. Жилина.
- 1994, Минск — Персональная выставка.
- 1995, Беверли Хиллз, Лос-Анджелес, Калифорния, США — Персональная выставка в Икон галлери.
- 1995, Гранада, Испания — групповая выставка в Galeria Vera de Granada.
- Апрель 1996, Фленбург, Германия — персональная благотворительная выставка «Чернобыль — 10 лет спустя».
- Ноябрь 1996, Фленбург, Германия — персональная благотворительная выставка «Детям Чернобыля».
- 1999, Плён, Германия — персональная выставка акварели и живописи.
- 1999, Минск — персональная выставка акварели.
- 2000, Плён, Германия — персональная выставка акварели и живописи.
- 2000, Минск — персональная выставка акварели и живописи.
- 2004, Минск — выставка акварели в Доме Правительства Беларуси.
- 2004, Сан Бенедетто дэль Тронто, Асколи-Пичено, Италия — VI благотворительная выставка белорусской живописи.

## Общественная деятельность
В 1993 году участвовал в создании творческого объединения «Верасень» и долгое время был его председателем.
Принимал участие в организации благотворительных выставок в пользу детей — жертв Чернобыльской катастрофы в ряде европейских стран. 

## Творчество
Ранние работы Жилина в общем можно отнести к реализму. К их числу можно отнести такие работы выполненные в технике акварели, как цикл пейзажей «Белорусское Полесье», серия литографий «Пейзажи Минска», другие пейзажи и натюрморты.
С 1989 года постепенно происходит поворот творчества художника к стилю, который близок к экспрессионизму, а содержательную сторону можно обозначить как «романтические фантазии». Сюда относятся такие вещи как «Сон королевы» (холст, масло 1994 г.), «Когда мужчины дарили цветы» (холст, масло 1994 г.), «Предсказатель судьбы» (холст, масло 1994 г.).
Творчество Евгения Жилина трудно ограничить рамками определённого стиля. Если реалистическое видение характерно для натюрмортов, пейзажей, выполненных в акварели, то в живописи маслом художник использует более широкий способ передачи своих чувств и ощущений. В технике маслом характерны творческие эксперименты, проводимые художником.